# Haploops setosa
Haploops setosa är en kräftdjursart som beskrevs av Boeck 1871. Haploops setosa ingår i släktet Haploops och familjen Ampeliscidae. Arten är reproducerande i Sverige. Inga underarter finns listade i Catalogue of Life.